# دنيس س. بلير
دنيس س. بلير (بالإنجليزية: Dennis C. Blair)‏ هو ضابط أمريكي، ولد في 4 فبراير 1947 في Kittery, Maine ‏ في الولايات المتحدة.

## وصلات خارجية
- دنيس س. بلير على موقع IMDb (الإنجليزية)
- دنيس س. بلير على موقع إن إن دي بي (الإنجليزية)